# House of Finance

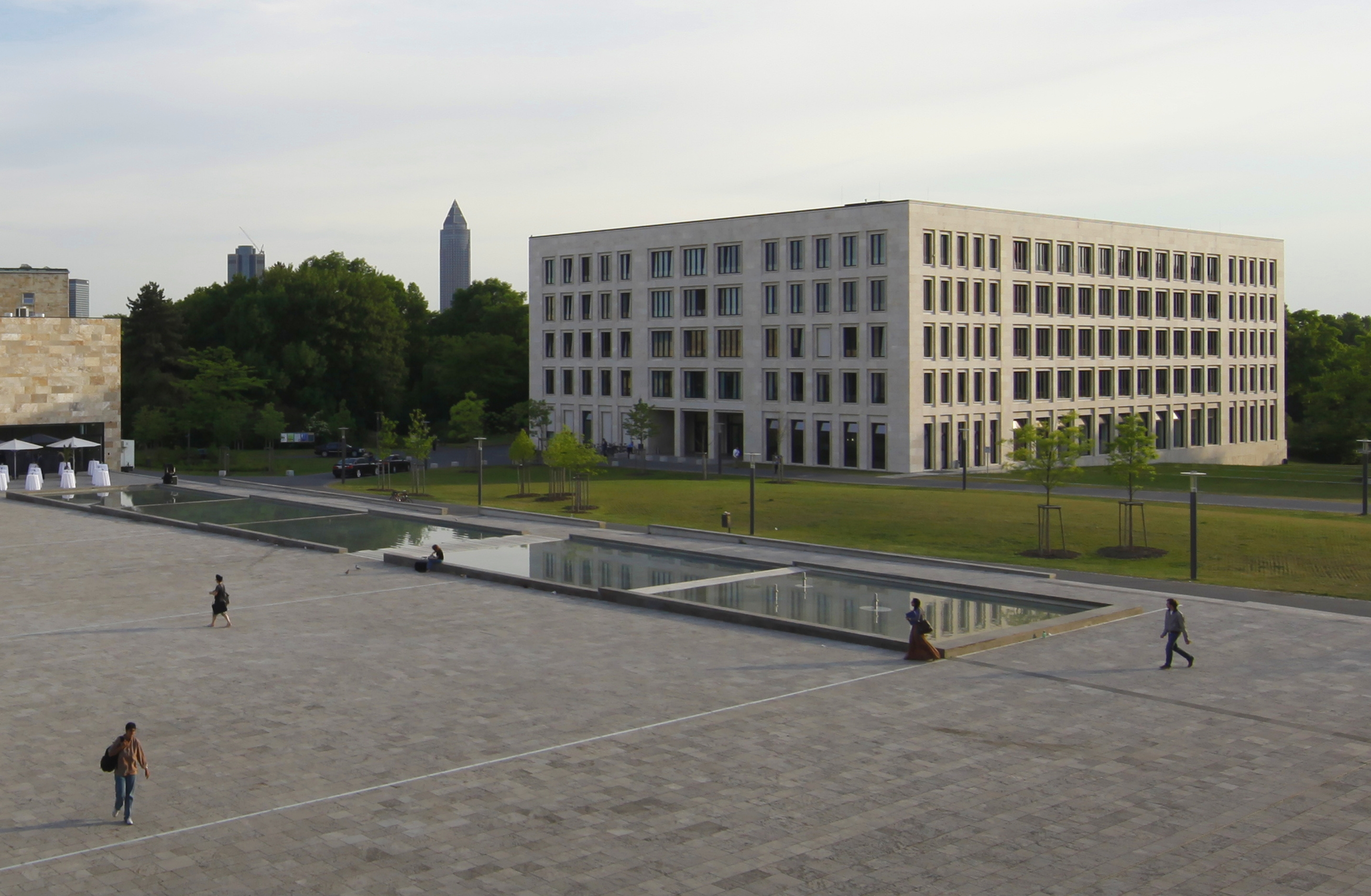
House of Finance, Frankfurt

Das House of Finance (kurz: HoF) bündelt verschiedene interdisziplinäre Forschungs- und Weiterbildungsinstitutionen des Fachbereichs Rechtswissenschaften und Fachbereichs Wirtschaftswissenschaften der Goethe-Universität. Darunter ein Institut der Leibniz-Gemeinschaft, privatrechtliche Tochtergesellschaften wie Goethe Business School und Institute for Law and Finance sowie Alumni-Vereine der Hochschule.

## Geschichte und Struktur
Das im Jahr 2008 gegründete House of Finance mit Sitz auf dem Campus Westend im Stadtteil Westend in Frankfurt am Main beherbergt mehrere, sowohl universitäre als auch rechtlich selbständige, Forschungs- und Weiterbildungsinstitute im Bereich der Finanzwirtschaft, des Finanzrechts und Versicherungswirtschaft. Die beiden ersten Geschäftsführenden Direktoren waren Professor Paul Bernd Spahn (2006–2008) und Professor Wolfgang König (2008–2022). Sie haben die Geschichte dieses Hauses maßgeblich geprägt. Neben wissenschaftlichen Einrichtungen haben auch mehrere Alumni-Vereine der Goethe-Universität ihren Sitz im House of Finance. Hierzu gehören beispielsweise die hochschulnahe Goethe Finance Association und der hochschulunabhängige Goethe Club.
Die Goethe-Universität gründete 2009 die House of Finance gemeinnützige GmbH und im März 2011 eine House of Finance-Stiftung, deren Erträge der Forschung, Weiterbildung und dem Politiktransfer im House of Finance zugutekommen sollen. Die gGmbH wurde 2015 liquidiert. Das Gebäude des House of Finance, welches durch seine Inneneinrichtung besonders hervorsticht, wurde aus Mitteln des Bundeslandes Hessen errichtet, Teile der Ausstattung wurden von Sponsoren bezuschusst. Auch die Institute, die im House of Finance tätig sind, werden teilweise von universitären Mitteln, teilweise von privaten Mitteln getragen. Vorsitzender des Kuratoriums des House of Finance ist Axel A. Weber.
Insgesamt bildet das House of Finance ein zunehmend fachübergreifendes Zentrum an dem ca. 200 Wissenschaftler, darunter rund 40 Professoren arbeiten. Sie gehören zu den im House of Finance ansässigen universitären Abteilungen der Goethe-Universität:
- Abteilungen Finanzen (BWL-Professuren des Fachbereiches Wirtschaftswissenschaften)
- Abteilung Geld und Währung (VWL-Professuren des Fachbereichs Wirtschaftswissenschaften)
- Schwerpunkt Recht der Unternehmen und Finanzen (Professuren des Fachbereichs Rechtswissenschaft)[8]

Darüber hinaus arbeiten weitere Einrichtungen im House of Finance die rechtlich eigenständig sind:
1. Center for Financial Studies (CFS)
2. Leibniz-Institut für Finanzmarkforschung SAFE (SAFE)
3. E-Finance Lab Frankfurt am Main (EFL)
4. Goethe Business School (GBS)
5. Graduate School of Economics, Finance, and Management (GSEFM)
6. Institute for Law and Finance (ILF)
7. Institute for Monetary and Financial Stability (IMFS)
8. International Center for Insurance Regulation (ICIR)[9]

## Promotionsprogramme
Über die Graduate School of Economics, Finance, and Management – einer Kooperation der Goethe-Universität, der Johannes Gutenberg-Universität Mainz und der Technischen Universität Darmstadt – werden mehrere englischsprachige Promotionsprogramme angeboten, darunter:
- Ph.D. Program in Economics
- Ph.D. Program in Finance
- Ph.D. Program in Law and Economics of Money and Finance
- Ph.D. Program in Management
- Ph.D. Program in Marketing

## Weiterbildungsprogramme
- Master of Science in Money and Finance
- Master of Laws in Finance (LL.M. Finance)
- MSQ Programs in Economics, Finance, Management, Marketing und Law and Economics
- Part-Time Master in Finance
- Part-Time Master of Digital Transformation Management
- Part-Time Master of Pharma Business Administration

## Professoren (Auswahl)
- Theodor Baums
- Nicola Fuchs-Schündeln
- Andreas Hackethal
- Roman Inderst
- Rainer Klump, Geschäftsführender Direktor des House of Finance
- Wolfgang König
- Jan Pieter Krahnen, Direktor des Center for Financial Studies
- Reinhard H. Schmidt
- Helmut Siekmann
- Paul Bernd Spahn (emeritiert)
- Volker Wieland, Mitglied im Kronberger Kreis, Mitglied im Sachverständigenrat zur Begutachtung der gesamtwirtschaftlichen Entwicklung

## Architektur
Das House of Finance ist ein Neubau auf dem Campus Westend der Goethe-Universität. Der Gebäudeentwurf stammt von dem Architekturbüro Kleihues + Kleihues (in Nachfolge des verstorbenen Josef Paul Kleihues).
Der Campus Westend ist geprägt vom I.G.-Farben-Haus des Architekten Hans Poelzig, dessen äußere Erscheinung durch eine Lochfassade in den Formen der neuen Sachlichkeit und den großflächigen Einsatz von Travertin geprägt ist und daher auch stilistisch in die Nähe des Neoklassizismus gerückt wird. Hierzu passend verfolgt auch das House of Finance wie die übrigen Neubauten am Campus klassizistische Stilprinzipien. Die Front und Seitenfassaden sind stark gerastert und streng achsensymmetrisch angelegt, sie sind jeweils dreigeteilt mit Gebäudeecken, die durch schmaleren Fensterzuschnitt betont werden, und durch Mittelfelder, die sich mit größeren Fenstern nach außen öffnen. Die Fensteröffnungen selbst sind durch profilierte Gewände betont. Fenster und Wandflächen sind so aufeinander abgestimmt, dass ein durchgehendes Fugenraster der Natursteinverkleidung erreicht wird.
Im Inneren ist der Bau in den Obergeschossen durch Einzelbüros und Kombizonen für Wissenschaftler und Studenten geprägt, in denen sowohl eine Einzel-, als auch eine Gemeinschaftsnutzung möglich ist. So konnte eine hohe Verdichtung der Nutzflächen erreicht werden. Auf der Kopfseite liegen in den Obergeschossen Seminarräume.
Im Erdgeschoss öffnet sich nach dem Betreten des Gebäudes ein weiträumiges, natürlich belichtetes Foyer, an das Hörsäle und Seminarräume sowie das Infozentrum – eine Präsenzbibliothek – anschließen. Fußboden, Wände und Decke des Foyers greifen das Entwurfsraster des gesamten Gebäudes auf, das von Raffaels Fresko Die Schule von Athen inspiriert ist, was sich insbesondere in der Fußbodengestaltung zeigt.
Das Gebäude beherbergt im Erdgeschoss auch Computerräume, einen Datenraum mit Bloomberg-Terminals und ein nach dem Sponsor als Börsen-Zeitung-Bistro benanntes öffentliches Cafe des Studentenwerks Frankfurt am Main.

## Kritik
Die Entstehung des House of Finance als Teil der Goethe-Universität ist vor allem bei linken Studentengruppen auf Kritik gestoßen. Im Zentrum der Kritik steht die Beteiligung der Finanzwirtschaft, was als Einflussnahme auf die Ausrichtung von Forschung und Lehre gewertet wird. Die im House of Finance auffallend präsenten Sponsorenhinweise werden als unpassend und provokativ empfunden; einige Räume sind nach Sponsoren benannt. Des Weiteren wird kritisiert, dass die Präsenz des House of Finance auf dem Universitätscampus nicht mit den Prinzipien einer für Studenten und Bürger offenen Bildungs- und Forschungsstätte vereinbar sei. So sind Bereiche des Gebäudes nur mit Chipkarte zugänglich, an den Notausgängen und Schließfächern sind Kameras installiert. Allerdings sind auch andere Bereiche der Universität nicht öffentlich und nur eingeschränkt mittels der sogenannten Goethe-Card zugänglich. Auch in anderen Gebäuden der Universität werden Notausgänge und die mit Buchsicherungsanlagen versehenen Bibliothekszugänge mittels Kamera gesichert.